# Wendewisch

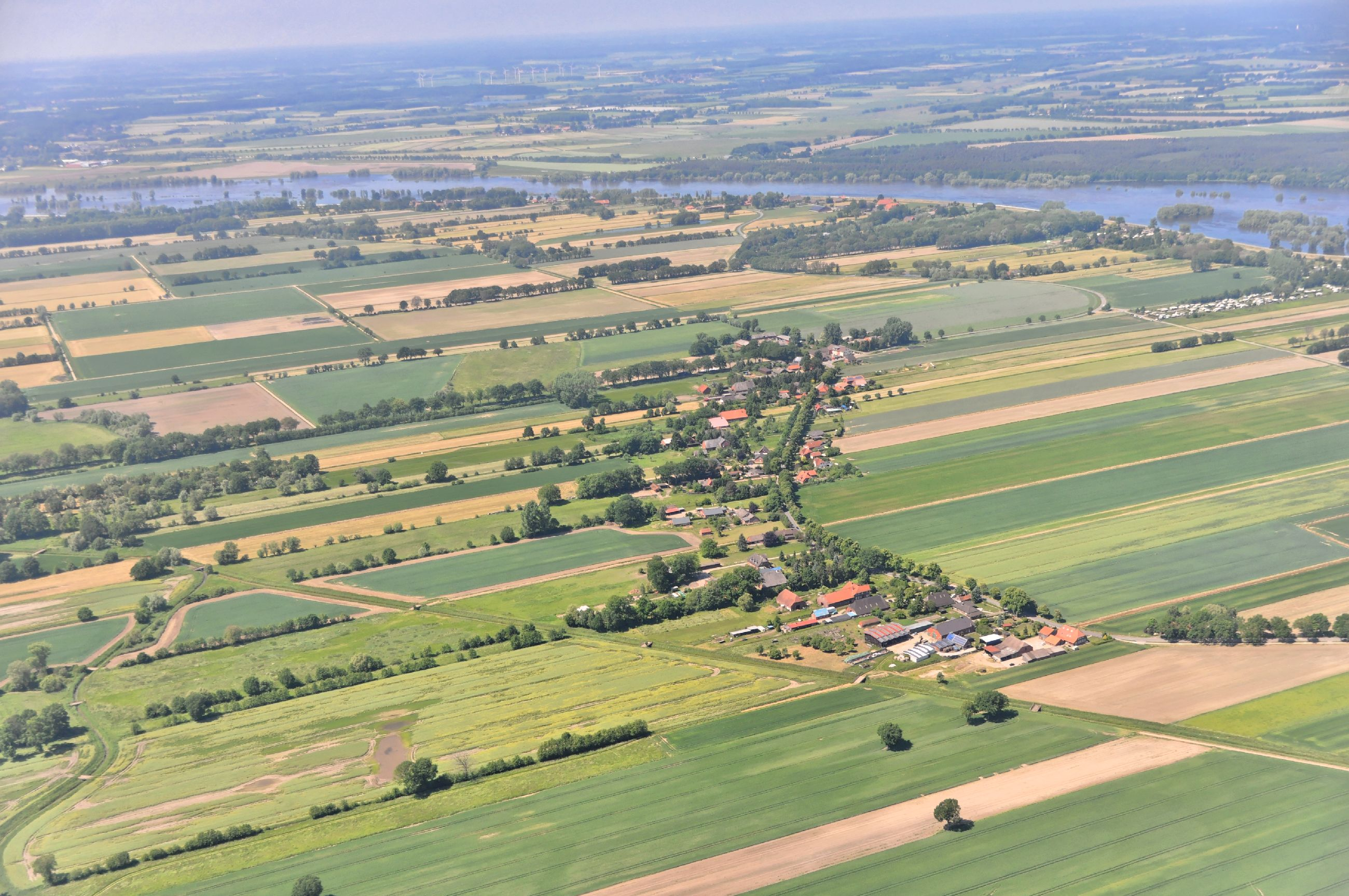
Wendewisch. Am rechten Bildrand der Campingplatz Block's Camp, Grünen Deich (2013)

Wendewisch (niederdeutsch Wennwisch) ist ein kleines Dorf an der Elbe mit 230 Einwohnern. Es ist verwaltungsmäßig ein Ortsteil der Stadt Bleckede (Landkreis Lüneburg) und liegt im nördlichsten Teil des Stadtgebietes, direkt an der Elbuferstraße.
In Wendewisch gibt es zwei Altenheime und zwei Campingplätze mit einer Gaststätte. Der leer und zum Verkauf stehende Gasthof Wendewisch hatte eine 100-jährige Tradition an seinem jetzigen Ort.
Die  Winsener und Lüneburger Elbmarschen bieten die Möglichkeit zu Wanderungen und Spazierfahrten mit dem Rad, insbesondere der Deich entlang der Elbe. Für Segler und Motorbootkapitäne steht ein Bootshafen mit eigener Slipanlage bereit.
Eine Freiwillige Feuerwehr besteht seit dem 17. Januar 1902. Zu den ersten Aufgaben neben dem Brandschutz zählten nicht nur Einsätze bei Hochwasser der Elbe, sondern auch der Bahnverkehr der Kleinbahn, deren funkensprühende Lokomotiven damals eine akute Brandgefahr für die vielen Reetdächer darstellten.
Am 1. März 1974 wurde Wendewisch in die Stadt Bleckede eingegliedert.